# Francisco Galindo Sanz
Francisco Galindo Sanz (Villar de los Navarros, 26 de octubre de 1701-¿Orense?, 23 de febrero de 1769) fue un religioso español del siglo XVIII.

## Biografía
Natural de Villar de los Navarros, en la comunidad de aldeas de Daroca, era de orígenes humildes e hijo de José Galindo y Florentina Sanz. En 1718 se unió a la Orden de los Mínimos, en cuyos conventos de Cascante, Zaragoza y Barcelona se formó.
Se quedó en la última ciudad, en cuya universidad impartió filosofía y teología. Fue posteriormente visitador general de Mallorca y provincial de Cataluña en 1741 y nuevamente en 1747. Fue también examinador sinodial, calificador de la Inquisición e inquisidor en Cataluña. Durante el periodo fue autor de varias obras recogidas por Latassa, incluyendo un Sermón en el tempo de Santa Catalina en la Solemnidad de San Pedro Mártir (1741), dos Oraciones Panegíricas dedicadas a las reliquias de Manresa (1745), unas misas votivas y dos libros de sermones.
En 1752 fue nombrado procurador general de la orden en Roma, asistiendo al capítulo general de Lyon de 1758. Recibió en reconocimiento a su trayectoria en la orden el permiso del papa para recibir el tratamiento equivalente al de un general de la orden. Tras ello, se retiró al convento de Zaragoza. Consta del periodo una biografía que dedicó al arzobispo de Palermo José Gasch.
Propuesto por el rey para la diócesis de Orense en marzo de 1764, se encontraba en Zaragoza cuando fue notificado en abril. Fue confirmado por el papa en mayo, tomando posesión por poderes el 8 de junio mientras era ordenado obispo el 24 de junio en Madrid. El 30 de noviembre entró en su diócesis, tras haber pasado antes por su localidad natal y celebrar una misa.
De su episcopado gallego se recuerda que aprovechó la expulsión de los jesuitas de la Monarquía Hispánica de 1767 para adquirir su antiguo colegio mayor y convertirlo en el seminario de Orense mientras que convertía su antigua iglesia en la iglesia parroquial de Santa Eufemia. Particularmente la organización del nuevo seminario se convirtió en el mayor proyecto de su episcopado. Al margen de este proyecto, es conocido por una visita pastoral a la diócesis y por la provisión económica para canonjías y otras instituciones del cabildo.
Falleció en 1769, mientras preparaba un sínodo diocesano.